# Tawny Roberts
Tawny Roberts, född  Adrienne Carol Almond (18 mars 1979), i Salt Lake City i Utah, är en amerikansk skådespelare inom pornografisk film. Hon har medverkat i över 100 filmer sedan debuten 2000.